# Universität Perpignan

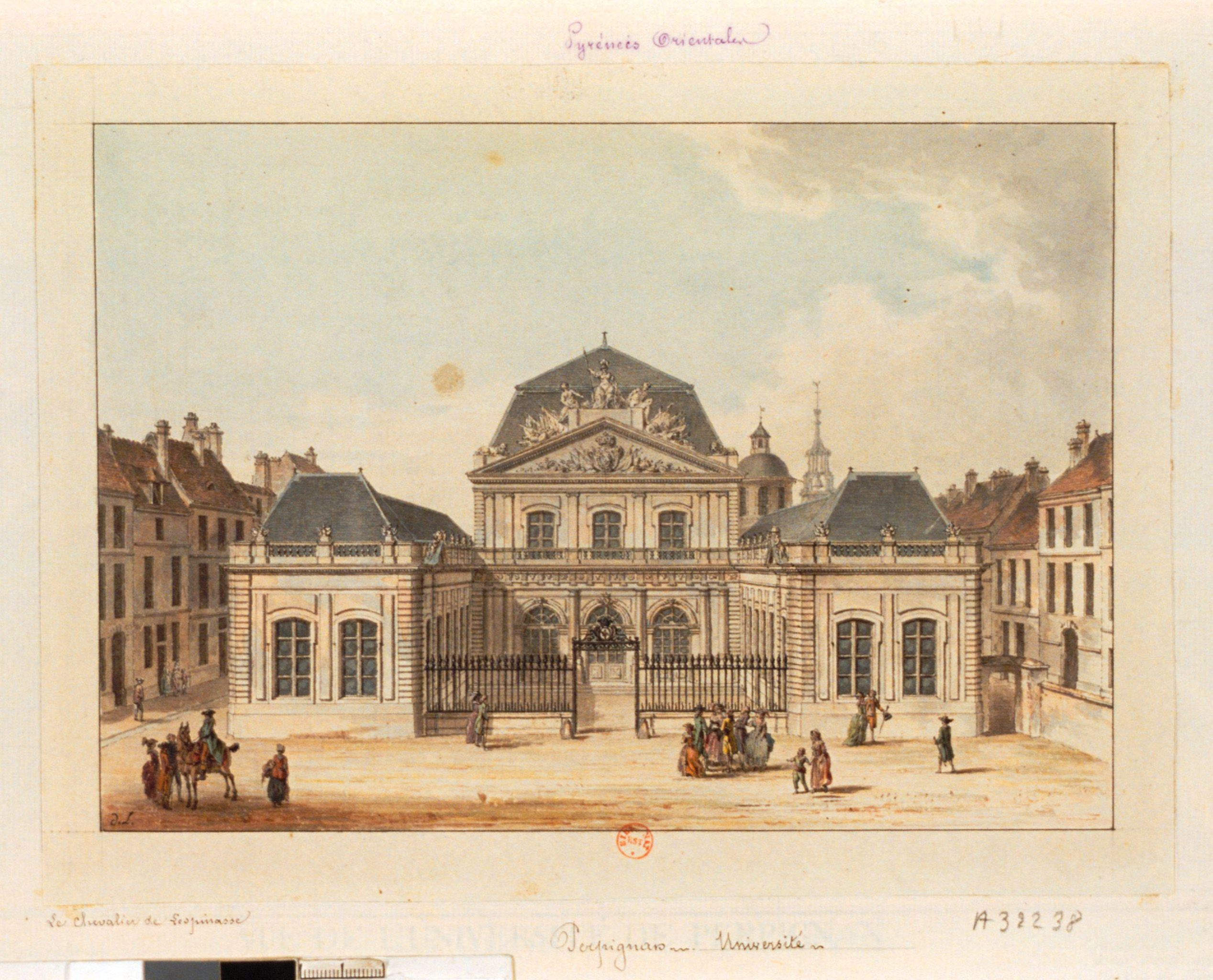
Die Universität im 18. Jahrhundert

Die Universität Perpignan Via Domitia (französisch: Université de Perpignan Via Domitia oder nur Université de Perpignan) ist eine staatliche Universität in der südfranzösischen Stadt Perpignan mit insgesamt 9500 Studenten.
Die Universität Perpignan wurde 1349 durch König Peter IV. von Aragón gegründet und nach ihrer Schließung 1794 erst im Jahre 1971 wiedereröffnet. Sie besteht heute aus 5 Fakultäten, 3 Instituten und 4 Schulen. Präsident der Universität ist Yvan Auguet.